# Grande elemosiniere di Francia

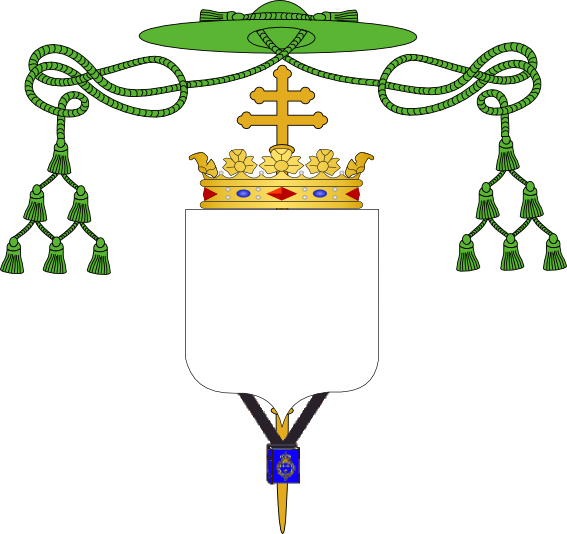
Stemma da Grande Elemosiniere di Francia

Il grande elemosiniere di Francia (in lingua francese: Grand aumônier de France) era un funzionario della monarchia francese durante l'ancien Régime che aveva l'incarico di sovrintendere alla "Cappella privata del Re" (la Chapelle per antonomasia, intesa come ente ecclesiastico autonomo) e quindi anche sulle varie cappelle reali e chiese palatine, come la Sainte-Chapelle di Parigi, importante santuario voluto da San Luigi IX.

## Storia
Il titolo di grande elemosiniere era stato creato da Francesco I di Francia che lo aveva affidato al cardinale Antoine Sanguin de Meudon il 7 agosto 1543. Non era compreso nell'elenco («déclaration») di Enrico III di Francia del 1582 dei «grandi uffizi della corona» (grands offices de la couronne de France), ma alcuni teorici della monarchia lo considerano uno di questi grandi uffizi.
Il grande elemosiniere rivestiva il ruolo simbolico di ecclesiastico più importante della corte. Il grande elemosiniere dava infatti la comunione al re, celebrava i battesimi e i matrimoni dei principi di sangue reale. Spesso di rango episcopale, più raramente cardinalizio, beneficiava di privilegi importanti, come la giurisdizione sugli istituti ospedalieri di Parigi o il beneficio dell'argenteria della cappella del re alla morte di quest'ultimo; per tutto ciò, l'uffizio veniva accaparrato spesso dalle grandi famiglie aristocratiche, come la casa Rohan. Nella sua direzione della Cappella reale il «grande elemosiniere» era assistito da un «primo elemosiniere».
Nel XIX secolo il Grande elemosiniere fu ex officio anche primicerio del "capitolo imperiale e reale" della Basilica di Saint-Denis.
Durante il primo Ottocento anche il Regno d'Italia (1805-1814) di Napoleone ebbe un Grande elemosiniere sul modello francese, ossia Antonio Codronchi, arcivescovo di Ravenna.

## Cronotassi degli elemosinieri di Francia

### Cappellani del Re
- Eustache (morto nel 1067)
- Roger (morto nel 1160)
- Pierre (morto nel 1183)

### Arcicappellani del Re
- ?-? Simon de Sully (morto nel 1232), arcivescovo di Bourges
- ?-? Guillaume de Senna (morto nel 1287)
- ?-? Gilles de Pontoise, abate di Saint-Deins

### Elemosinieri del Re
- ?-1314 Guillaume d'Ercuis, (morto nel 1314), elemosiniere di Filippo III e precettore dei suoi figli
- 1314-1321 Guillaume Morin (morto nel 1321), elemosiniere di Filippo IV
- 1321-1342 Guillaume de Feucherolles (morto nel 1342)
- 1342-1351Jean Droin (morto nel 1355)
- 1351-1353 Michel de Breiche (morto nel 1366), vescovo di Le Mans, elemosiniere del re
- 1353-? Geoffroy le Bouteiller de Senlis (morto nel 1377), primo cappellano del Re
- 1371-1377 Pierre de Prouverville (morto nel 1377)
- 1385 Michel de Crenay (morto nel 1385)
- 1391 Pierre d'Ailly (morto nel 1425), principe-vescovo di Cambrai
- ?-? Jean Courtecuisse (morto nel 1422), vescovo di Parigi e di Ginevra
- ?-? Gilles Deschamps (morto nel 1418), cardinale e vescovo di Coutances, primo cappellano del re
- 1422-1424-1429 Étienne de Montmoret
- ?-? Jean d'Aussy (morto nel 1453), vescovo-duca di Langres e Pari di Francia
- ?-? Jean de La Balue (morto nel 1499), cardinale-vescovo di Évreux
- 1476 Ange Catho de Supino (morto nel 1495), arcivescovo di Vienne
- ?-? Jean Thuillier (morto nel 1500), vescovo di Meaux
- ?-? Jean de Rély (morto nel 1498), vescovo di Évreux e di Angers

### Grandi Elemosinieri del Re
- 1486-1514 : Geoffroy de Pompadour (morto nel 1514), vescovo di Le Puy-en-Velay, conte di Velay
- 1514 : François Le Roy de Chavigny (morto nel 1514)
- 1516-1519 : Adrien Gouffier de Boissy (morto nel 1523), cardinale, vescovo di Coutances
- 1519 : François des Moulins de Rochefort
- 1526-1543 : Jean Le Veneur (morto nel 1543), conte-vescovo di Lisieux, cardinale nel 1533
- 1543-1547 : Antoine Sanguin de Meudon (morto nel 1559), cardinale, arcivescovo di Tolosa
- 1547-1548 : Philippe de Cossé-Brissac (morto nel 1548), vescovo di Coutances, abate di Mont Saint-Michel e di Saint-Jouin-sur-Marne
- 1548-1552 : Pierre du Chastel (morto nel 1551), vescovo di Tulle, poi di Mâcon, poi di Orléans

### Grandi Elemosinieri di Francia
Regno di Francia
- 1552-1559 : Bernard de Ruthie (morto nel 1556), abate di Pontlevoy
- 1559 : Louis de Brezé (morto nel 1589), vescovo di Meaux
- 1559-1560 : Charles d'Humières (morto nel 1571), vescovo di Bayeux
- 1560-1591 : Jacques Amyot (1514-1593), vescovo di Auxerre
- 1591-1606 : Renaud de Beaune de Sambançay (1527-1606), vescovo di Mende, poi arcivescovo di Bourges, poi arcivescovo di Sens
- 1606-1618 : Jacques Davy du Perron (1556-1618), cardinale, vescovo di Évreux poi arcivescovo di Sens
- 1618-1632 : François de La Rochefoucauld (1558-1645), cardinale, vescovo di Senlis
- 1632-1653 : Alphonse-Louis du Plessis de Richelieu (1582-1653), cardinale, arcivescovo di Aix, poi di Lione
- 1653-1671 : Antonio Barberini (1607-1671), cardinale, arcivescovo-duca di Reims e Pari di Francia, vescovo di Palestrina, duca di Segny
- 1671-1700 : Emmanuel Théodose de La Tour d'Auvergne (1647-1715), cardinale, vescovo di Ostia
- 1700-1706 : Pierre-Armand du Cambout de Coislin (1637-1706), cardinale, vescovo di Orléans
- 1706-1713 : Toussaint Forbin de Janson (1631-1713), vescovo di Digne, poi di Marsiglia, poi vescovo-conte di Beauvais e pari di Francia, cardinale
- 1713-1742 : Armand Gaston Maximilien de Rohan-Soubise (1674-1749), cardinale, vescovo-principe di Strasburgo
- 1742-1745 : Frédéric-Jérôme de La Rochefoucauld (1701-1757), cardinale-arcivescovo di Bourges
- 1745-1748 : Armand de Rohan-Soubise (1717-1756), cardinale, vescovo-principe di Strasburgo
- 1748-1760 : Nicolas de Saulx-Tavannes (1690-1759), vescovo-conte di Châlons e pari di Francia, poi arcivescovo di Rouen, cardinale
- 1760-1777 : Charles-Antoine de la Roche-Aymon (1697-1777), vescovo di Tarbes, poi arcivescovo di Tolosa, poi arcivescovo di Narbona, poi cardinale-arcivescovo-duca di Reims e pari di Francia
- 1777-1786 : Louis-René-Édouard de Rohan-Guéménée (1734-1803), vescovo-principe di Strasburgo
- 1786-1791 : Louis-Joseph de Montmorency-Laval (1724-1808), cardinale, principe-vescovo di Metz (portò il titolo anche in esilio per conto di Luigi XVIII, re titolare dal 1795, fino alla morte)

Impero di Francia
- 1805-1814 : Joseph Fesch (1763-1839), cardinale, arcivescovo di Lione e Primate dei Francesi (egli usò però il titolo di "Gran cappellano della Casa dell'Imperatore")

Regno di Francia
- 1814-1821 : Alexandre Angélique de Talleyrand-Périgord (1736-1821), cardinale e arcivescovo di Parigi nel 1817 (fu Grande elemosiniere dal 1808, alla morte di Montmorency-Laval, per l'allora re titolare Luigi XVIII, quando era arcivescovo di Reims)
- 1821-1844 : Gustave-Maximilien-Juste de Croÿ-Solre (1773-1844), vescovo di Strasburgo e Arcivescovo di Rouen nel 1823, cardinale nel 1825

Impero di Francia
- 1857-1862 : François-Nicholas-Madeleine Morlot (1795-1862), arcivescovo di Parigi
- 1863-1871 : Georges Darboy (1813-1871), arcivescovo di Parigi